# Bastiaan Nagtegaal
Bastiaan Nagtegaal (Tiel, 2 september 1988) is een Nederlandse radio-dj.
Nagtegaal heeft eerst het gymnasium afgemaakt, vervolgens heeft hij journalistiek gestudeerd. Bij Kink FM presenteerde hij tot 2009 Nagtegaal bij Nacht van zondag tot en met donderdag tussen 01:00 en 03:00 uur. Van 2009 tot 2010 presenteerde Nagtegaal op zaterdagmiddag De Zaterdagbijlage. Tot oktober 2011 presenteert hij daar iedere vrijdagnacht van 0:00 tot 02:00.
Bastiaan Nagtegaal was ook presentator bij Radio 1. In het eerste seizoen van WNL was hij een van de presentatoren van Nu Al Wakker Nederland. Vanaf september 2011 presenteerde Nagtegaal Nog Steeds Wakker.
Sinds 2017 las hij het nieuws bij de NOS, hij was te horen op onder meer Radio 1. 
Nagtegaal is sinds 2018 fulltime in dienst bij NRC als redacteur en verslaggever.